# ASC-1
O ASC-1 foi um satélite de comunicação geoestacionário estadunidense construído pela RCA Astro/GE Astro, ele esteve localizado na posição orbital de 128 graus de longitude oeste e foi operado inicialmente pela Contel e posteriormente pela GTE. O satélite foi baseado na plataforma AS-3000 e sua expectativa de vida útil era de 10 anos. o mesmo saiu de serviço em novembro de 1994.

## Lançamento
O satélite foi lançado com sucesso ao espaço no dia 27 de agosto de 1985, às 10:58:01 UTC, abordo do ônibus espacial Discovery durante a missão STS-51-I, a partir do Centro Espacial Kennedy, na Flórida, EUA, juntamente com os satélites Leasat 4 e Aussat A1. Ele tinha uma massa de lançamento de 1 150 kg.

## Capacidade
O ASC-1 era equipado com 18 transponders em banda C e 6 em banda Ku.